# Classe Sauro (destroyer)
Pour les articles homonymes, voir Classe Sauro.
La classe Sauro (ou classe Nazario Sauro) est une classe de destroyers construit pour la Regia Marina dans la fin des années 1920.

## Histoire
Bien qu'inspirés par les Palestro et Curtatone de 1919-23, les Sauro étaient agrandis et renforcés pour passer à un armement constitué de pièces de 120 mm au lieu de 102, et tubes « standard » de 533 mm au lieu de 450 mm.
Les navires, comme ceux de la classe Sella, bénéficiaient du même appareil moteur, un ensemble de deux turbines Parsons et 3 chaudières Thornycroft, leur donnant une vitesse sensiblement supérieure de 35 nœuds. Leur armement était également identique, sauf concernant les pièces de 120 mm, car les Sella n’avaient qu’une tourelle double et une simple. Les Sauro étaient caractérisées par leur seconde cheminée plus basse, une superstructure de passerelle agrandie. Cette disposition nouvelle de pièces en tourelles doubles, fort inhabituelle aux standards étrangers, fut reprise pour tous les autres destroyers Italiens. 
Basés dans la colonie italienne de la mer Rouge en Erythrée, ils participèrent à la Seconde Guerre mondiale où ils furent tous coulés pendant la campagne d'Afrique de l'Est en 1940-1941.

## Conception et description
Les destroyers de classe Sauro étaient des versions agrandies et améliorées des classes Sella précédentes. Ils avaient une longueur totale de 90,16 mètres, une largeur de 9,2 mètre et un tirant d'eau moyen de 2,9 mètres. Ils déplaçaient 1 058 tonnes à charge normale, et 1 600 tonnes à charge profonde. Leur effectif était de 8 à 10 officiers et 146 hommes de troupe.
Les Sauro étaient propulsés par deux turbines à vapeur à engrenages Parsons, chacune entraînant un arbre d'hélice à l'aide de la vapeur fournie par trois chaudières Yarrow. Les turbines avaient une puissance nominale de 36 000 chevaux (27 000 kW) pour une vitesse de 31 nœuds (57 km/h) en service, bien que les navires aient atteint des vitesses supérieures à 36 nœuds (67 km/h) lors de leurs essais en mer alors qu'ils étaient légèrement chargés.
Leur batterie principale se composait de quatre canons Ansaldo de 120 millimètres dans deux tourelles jumelées, une à l'avant et une à l'arrière de la superstructure. La défense antiaérienne des navires de la classe Sauro était assurée par une paire de canons anti-aériens (AA) de 40 millimètres dans des supports simples au milieu du navire et une paire de mitrailleuses Breda Model 1931 de 13,2 millimètres. Ils étaient équipés de six tubes lance-torpilles de 533 millimètres dans deux supports triples au milieu du navire. Les Sauro pouvaient également transporter 52 mines.

## Navires de la classe
Ces navires formèrent la IIIe escadron de destroyers (3e Squadrilla) basée en mer Rouge.
- Cesare Battisti

Nommé d'après Cesare Battisti,
construit par le Cantieri navali Odero (Sestri Ponente), mis en service le 13 avril 1927.
Sabordé le 3 avril 1941.
- Daniele Manin

Nommé d'après Daniele Manin,
construit par CNQ Fiume, mis en service le 1er mars 1927.
Coulé par des bombardements aériens le 3 avril 1941.
- Francesco Nullo

Nommé d'après Francesco Nullo (en),
construit par CNQ Fiume, mis en service le 15 avril 1927.
Échoué le 21 octobre 1940 sur l'île de Harmil à la suite d'une bataille avec le HMS Kimberley. Le lendemain, il est détruit par trois bombardiers Bristol Blenheim de la RAF.
- Nazario Sauro

Nommé d'après Nazario Sauro (en),
construit par le Cantieri navali Odero (Sestri Ponente), mis en service le 23 septembre 1926.
Coulé par des bombardements aériens le 3 avril 1941.
| Cesare Battisti | BT | Odero - Gênes    | 1924 | 11 décembre 1926 | 1927          | 3 avril 1941    |
| Daniele Manin   | MA | Quarnaro - Fiume | 1924 | 15 juin 1925     | 1926          | 3 avril 1941    |
| Francesco Nullo | NL | Quarnaro - Fiume | 1924 | 14 novembre 1925 | 15 avril 1927 | 21 octobre 1940 |
| Nazario Sauro   | SU | Odero - Gênes    | 1924 | 1926             | 1926          | 3 avril 1941    |